# ولی نیمینن
ولی نیمینن (فنلاندی: Veli Nieminen; ۱ دسامبر ۱۸۸۶ – ۱ آوریل ۱۹۳۶) تیرانداز و ژیمناست هنری اهل فنلاند بود.
وی در مسابقات کشوری و بین‌المللی در مجموع برندهٔ ۲ مدال برنز شده‌است.